# Мацієвич Костянтин Андріанович
Костянтин (Кость) Андріанович Мацієвич (нар. 18 травня 1873, с. Деремезна, Київська губернія, Російська імперія — пом. 2 квітня 1942, Прага, Протекторат Богемії та Моравії, Третій Рейх) — визначний український державний і громадський діяч, учений-аграрник, дипломат.

## Біографія
Народився 18 травня 1873 р. у с. Деремезна на Київщині. Походив зі шляхетсько-священицького роду.
Отримав фах агронома — у 1899 закінчив сільськогосподарський інститут в Новоалександрії (нині місто Пулави, Польща), де очолював українську студентську громаду; працював у Полтавському і Харківському сільськогосподарських товариствах, губернським агрономом Саратовського земства. Редагував часописи «Хлібороб» і «Агрономічний журнал», «Сільськогосподарську газету» (в 1907—1915) займався викладацькою діяльністю у Петербурзі.
Член Української радикально-демократичної партії (з 1917 — УПСФ).
У 1917 — член Української Центральної Ради і Малої Ради. З 8 серпня 1917 — товариш (заступник) генерального секретаря земельних справ, один з авторів земельної реформи Української Центральної Ради. Не погоджуючись з ідеєю соціалізації землі, 19 грудня подав у відставку.
В 1918 — працював у Київському губернському земстві, Всеукраїнському союзі земств, член української делегації на мирних переговорах з РСФРР. Був організатором і головою ради Першого Всеукраїнського сільськогосподарського кооперативного союзу, відомого під назвою «Централ». За дорученням Директорії УНР вів переговори з представниками Антанти (1918—1919).
13 лютого — 9 квітня 1919 — міністр закордонних справ УНР в уряді С. Остапенка.
У 1919—1923 — голова дипломатичної місії УНР в Румунії.
В жовтні 1920 Симон Петлюра надав уповноваження голові дипломатичної місії в Румунії Костю Мацієвичу і генералу Дельвігу вести переговори і укласти військову конвенцію з урядом генерала Врангеля за умов визнання останнім самостійності УНР і її уряду.
З 1923 — на еміграції в Чехословаччині. Професор Української господарської академії в Подебрадах.
З 1936 — голова Української наукової асоціації та Українського дипломатичного клубу в Празі.
На вшанування Мацієвича Костянтина Андріановича на Меморіальному пам’ятному знаку, встановленому працівниками Української Господарської Академії на цвинтарі Подєбрад, встановлено окрему меморіальну дошку.

## Праці
- Спогади «Життя мого сучасника».
- «На земській роботі» // Збірник пам'яти С. Петлюри (1879—1926). — Прага, 1930. — С. 195—203.

### Рекомендована література
- Листи Костя Мацієвича до Симона Петлюри (1920—1923 рр.) / упоряд., вступ. стаття та коментарі В. Власенка ; СумДУ. — Суми : ФОП Наталуха А. С., 2009. — 128 с.
- Власенко В. Корифей громадської агрономії і дипломат // Дипломатична та консульська служба у вимірі особистості. — Київ, 2016. — С. 192—208.
- Власенко В. Кость Мацієвич — вчений-агроном і дипломат // Зовнішні справи = UA Foreign Affairs. —  Київ, 2017. — № 6. — С. 32—35.
- Власенко В. До епістолярію Костя Мацієвича й Андрія Ніковського у 1920—1921 рр. // Сумська старовина. — 2022. — № LX. — С. 5—47.
- Піскун В. Спогади Костя Мацієвича «Життя мого сучасника»: географічні координати подій та просторові образи // Наукові записки Національного університету «Острозька академія». Сер.: Історичні науки. — Острог, 2020. — № 31. — С. 108—114.